# Happy Landing – Das Musical
Happy Landing – Das Musical ist das fünfte Musical von Jochen Frank Schmidt. Der Musical-Hit spielt im New York der 60er Jahre. Die Uraufführung war am 21. Oktober 2017 im Gloria-Theater Bad Säckingen. In 44 Vorstellungen haben mehr als 24.000 Besucher das Musical besucht.

## Handlung
Die Geschichte spielt im Jahre 1965. Schauplatz ist der John F. Kennedy International Airport – Annie lebt den Traum aller jungen Amerikanerinnen dieser Zeit. Sie ist Stewardess und fliegt mit den neuesten Jets um die ganze Welt. Als sie auf einem Flug von Multimillionär Angus J. Foster zu einem Date eingeladen wird, scheint ihr Glück perfekt. Doch Hals über Kopf verliebt sie sich in den Kofferträger Tom und steht somit vor der Entscheidung ihres Lebens: Geld oder Liebe.

## Musik
Jochen Frank Schmidt bringt mit seinen Texten und Kompositionen die Sounds der 60er Jahre, angelehnt an die Vorbilder The Beatles, Rolling Stones und Frank Sinatra auf die Bühne des Gloria-Theaters Bad Säckingen.
Happy Landing – Das Musical wurde auch auf einer CD vertont:
1. Welcome on Board
2. Morgen die Welt
3. Ich liebe Koffer
4. Ein Moment nur
5. Reich Zu Sein
6. Einer Der Da Ist
7. Piloten
8. High Society
9. Mehr
10. Traurige Wahrheit
11. Ein Moment nur (Reprise)
12. Alle Für Eine
13. Allein
14. Haltung
15. Traurige Wahrheit (Reprise)
16. Nicht mit Mir
17. Was immer
18. Happy Landing

## Künstlerisches Team der Uraufführung
Das Kreativteam setzt sich zusammen aus:
| Name                           | Position             |
| ------------------------------ | -------------------- |
| Jochen Frank Schmidt           | Musik, Text, Regie   |
| Hilde Butz                     | Co-Regie             |
| Alexander Dieterle             | Produktion und Ton   |
| Vanessa Vario                  | Choreografie         |
| Corinna Fischer Miriam Maier   | Produktionsassistenz |
| Ruth Nowack                    | Maske                |
| Helena Joos                    | Kostüme              |
| Karl Thomann                   | Bühnenchef           |
| Eric Merlin Werner Schleusener | Inspizient           |

## Besonderheiten des Musicals
Besonders interessant ist die im Musical aufgegriffene Geschichte. Die humorvoll umgesetzten Szenen spiegeln die tatsächlichen Anforderungen an Stewardessen in den 1960er Jahren wider. So war es den Frauen nur erlaubt als Stewardess zu arbeiten, wenn sie das Alter von 32 Jahren nicht überschritten hatten. Des Weiteren gab es eine strikte Regelung bezüglich des Familienstandes der Stewardessen, die sicherstellte, dass die Flugbegleiterinnen lange ledig blieben. Diese Regelungen wurden Ende der 1960er Jahre aufgelockert. Auch die Airline Pan Am an sich ist nicht frei erfunden. Pan Am war – mit der Gründung 1927 – die erste internationale amerikanische Fluggesellschaft. Passend hierzu ist auch die Auswahl des Spielortes am John F. Kennedy International Airport.
Eine weitere Besonderheit ergibt sich aus einigen Nebenrollen. Beispielsweise gründet der Charakter des zu spät kommenden Rockstars James auf eines der Vorbilder des Jochen Frank Schmidt, nämlich Jimi Hendrix.

## Trivia
Das Ensemble und die Crew des Musicals veranstaltete am 13. Januar 2018 einen Flashmob in den Hallen des Flughafens Stuttgart und wünschte vielen Reisenden einen guten Abflug bzw. ein herzliches Willkommen.
„Das Ding“, der Jugendsender des SWR, begleitete Nicolo Alesi in seiner Rolle als Angus J. Foster bei den Proben. Auch die Tänzerin Evelyn Roth aus Schaffhausen in der Schweiz hat ein exklusives Interview über Happy Landing in der Sendung „Hüt im Gschpröch“ des SHf gegeben.
Emil Steinberger äußerte sich begeistert über das Musical. Der Kabarettist, Schriftsteller und Regisseur aus der Schweiz hat im Februar 2018 die Show besucht.
Wie auch zu den vorherigen Musicals von Jochen Frank Schmidt Die Lust am Leben, Herzklopfen, Lichterloh, Bikini-Skandal gibt es ein Programmheft und eine CD zu Happy Landing – Das Musical.